# Ian Banbury
Ian Banbury, né le 27 novembre 1957 à Hemel Hempstead, est un coureur cycliste britannique. Il a notamment été médaillé de bronze de la poursuite par équipes aux Jeux olympiques de 1976, avec l'équipe de Grande-Bretagne. Professionnel de 1978 à 1986, il a été champion de Grande-Bretagne sur route en 1985.

## Palmarès sur piste

### Jeux olympiques
- Montréal 1976
  -  Médaillé de bronze de la poursuite par équipes

### Palmarès sur route
- 1975
  -  Champion de Grande-Bretagne sur route juniors
- 1985
  -  Champion de Grande-Bretagne sur route